# Liste der Kulturgüter in Feusisberg
Die Liste der Kulturgüter in Feusisberg enthält alle Objekte in der Gemeinde Feusisberg im Kanton Schwyz, die gemäss der Haager Konvention zum Schutz von Kulturgut bei bewaffneten Konflikten, dem Bundesgesetz vom 20. Juni 2014 über den Schutz der Kulturgüter bei bewaffneten Konflikten sowie der Verordnung vom 29. Oktober 2014 über den Schutz der Kulturgüter bei bewaffneten Konflikten unter Schutz stehen.
Objekte der Kategorie A sind im Gemeindegebiet nicht ausgewiesen, Objekte der Kategorie B sind vollständig in der Liste enthalten, Objekte der Kategorie C fehlen zurzeit (Stand: 1. Januar 2023). Unter übrige Baudenkmäler sind zusätzliche Objekte zu finden, die gemäss Angaben des kantonalen Denkmalschutzes als geschützte Denkmäler eingestuft wurden und nicht bereits in der Liste der Kulturgüter enthalten sind.

## Kulturgüter
| Foto |                                                                        | Objekt                                      | Kat. | Typ | Standort                                             | Beschreibung |
| ---- | ---------------------------------------------------------------------- | ------------------------------------------- | ---- | --- | ---------------------------------------------------- | ------------ |
| ja   | Datei hochladen · Wikidata zu Pfarrkirche St. Jakobus (Q16363552)      | Pfarrkirche St. Jakobus KGS-Nr.: 04785      | B    | G   | Dorfstrasse 39 699206 / 227124                       |              |
| ja   | Datei hochladen · Wikidata zu Pfarrkirche St. Anna (Q2315921)          | Pfarrkirche St. Anna KGS-Nr.: 04786         | B    | G   | Schindellegi, Kirchweg 1 696602 / 225600             |              |
| ja   | Datei hochladen · Wikidata zu Alte Säge (Q29881513)                    | Alte Säge KGS-Nr.: 12807                    | B    | G   | Schindellegi, Sihlwäldliweg 2 696609 / 225513        |              |
| ja   | Datei hochladen · Wikidata zu Gemeindekanzlei (Q29881514)              | Gemeindekanzlei KGS-Nr.: 12808              | B    | G   | Schindellegi, Dorfstrasse 2 696533 / 225644          |              |
| ja   | Datei hochladen · Wikidata zu Doppelwohnhaus (Q29881517)               | Doppelwohnhaus KGS-Nr.: 12809               | B    | G   | Riedstrasse 29, 31 700030 / 227245                   |              |
| ja   | Datei hochladen · Wikidata zu Haus (Q29881518)                         | Haus KGS-Nr.: 12810                         | B    | G   | Riedstrasse 32 700073 / 227211                       |              |
| BW   | Datei hochladen · Wikidata zu Haus First (Q29881520)                   | Haus First KGS-Nr.: 12811                   | B    | G   | Pfäffikonerstrasse 81 698190 / 227299                |              |
| ja   | Datei hochladen · Wikidata zu Hotel Hirschen, Schindellegi (Q29881521) | Hotel Hirschen KGS-Nr.: 12812               | B    | G   | Schindellegi, Dorfstrasse 1 696512 / 225626          |              |
| ja   | Datei hochladen · Wikidata zu Kapelle zum Grossen Herrgott (Q29881522) | Kapelle zum Grossen Herrgott KGS-Nr.: 12813 | B    | G   | Schindellegi, Wollerauerstrasse 31.1 695987 / 226320 |              |
| ja   | Datei hochladen · Wikidata zu Pfarrhaus (Q29881525)                    | Pfarrhaus KGS-Nr.: 12814                    | B    | G   | Dorfstrasse 37 699170 / 227115                       |              |

## Übrige Baudenkmäler
| ID     | Foto |                 | Objekt                                 | Typ | Standort                                     | Beschreibung |
| ------ | ---- | --------------- | -------------------------------------- | --- | -------------------------------------------- | ------------ |
| 30.005 | BW   | Datei hochladen | Kapelle Rämpfer                        | G   | Schindellegi, Aeschstrasse 696085 / 226507   |              |
| 30.006 | ja   | Datei hochladen | Haus Anstalt                           | G   | Schindellegi, Dorfstrasse 4 696515 / 225656  |              |
| 30.010 | BW   | Datei hochladen | Haus First                             | G   | Pfäffikonerstrasse 83a + 83b 698263 / 227345 |              |
| 30.012 | ja   | Datei hochladen | Haus Weni                              | G   | Etzelstrasse 86 698632 / 225548              |              |
| 30.013 | ja   | Datei hochladen | Schwyzer Bauernhaus                    | G   | Dorfstrasse 41 699246 / 227116               |              |
| 30.016 | ja   | Datei hochladen | Märchler Bauernhaus                    | G   | Riedstrasse 41 700410 / 227203               |              |
| 30.017 | ja   | Datei hochladen | Höfner Bauernhaus                      | G   | Sennweidweg 10 700554 / 227035               |              |
| 30.018 | ja   | Datei hochladen | Schwyzer Bauernhaus                    | G   | Schindellegi, Fritschweg 10 697241 / 226794  |              |
| 30.020 | ja   | Datei hochladen | Haus Unterwürz                         | G   | Schindellegi, Würzweg 10 697370 / 226873     |              |
| 30.022 | ja   | Datei hochladen | Haus Oberbrand (ehemaliges Bürgerheim) | G   | Birrenstrasse 9, 11 698283 / 226510          |              |

Legende: Siehe Legende der Liste der Kulturgüter von nationaler und regionaler Bedeutung. Anstelle der KGS-Nummer wird als Objekt-Identifikator (ID) die Nummer im Kantonalen Schutzinventar (KSI) verwendet.